# Hijken
Hijken is een esdorp in de gemeente Midden-Drenthe, in de Nederlandse provincie Drenthe. Het kende in 2023 665 inwoners.
In Hijken zijn veel oude boerderijen te vinden, maar heeft ook bescheiden nieuwbouw. Het dorp is gelegen aan het Oranjekanaal. Behalve voor de sportvelden buiten het dorp, een brede school (waarin sinds 2010 de openbare en de protestants-christelijke basisschool zijn gefuseerd), en enkele horecagelegenheden is het dorp volledig aangewezen op Beilen.
De marke van Hijken is erg ruim. Behalve essen en groenlanden langs de Hijkerleek, zijn er ook twee grote heidevelden te vinden. Het Hijkerveld (850 hectare) ligt ten noorden van het Oranjekanaal en is in beheer bij Het Drentse Landschap. Het Zuid Hijkerzand ligt ten zuiden van het kanaal en ten westen van het dorp. Dit veld van 250 hectare is in beheer bij Staatsbosbeheer. Ten zuiden van het dorp ligt een klein natuurgebiedje rond het Hijkermeer. In de marke van Hijken ligt ook het dorpje Oranje.

## Geschiedenis
Het dorp Hijken wordt voor het eerst genoemd in een document uit 1370 waarin de bewoners van Hijken als getuigen worden opgevoerd bij een rechtsgeschil tussen de kloosters van Dikninge en Assen. Het dorp ligt midden op het Drents Plateau. Kenmerkend zijn hier de zandige bodems op een ondoordringbare keileemlaag. Het esdorp werd gesticht te midden van heidevelden in het noordwesten en de hooilanden langs de Hijkerleek in het zuidoosten, op de plaats waar de grondwaterstand het meest geschikt was voor akkerbouw.
De oudste brink is nauwelijks nog als zodanig herkenbaar omdat veel boerderijen hier zijn afgebrand. De brink tegenover de gereformeerde kerk is daarentegen in oorspronkelijke staat teruggebracht.
Hijken lag door de eeuwen heen aan een belangrijke transportader. Zo liep in de prehistorie, ten dele over een waterscheiding, een belangrijke weg tussen Rolde en Diever. Van latere oorsprong is het Oranjekanaal dat in het midden van de negentiende eeuw werd gegraven om turf af te voeren. Langs dit kanaal werd in 1913 ten westen van Hijken aardappelmeelfabriek "Oranje" in gebruik genomen, waar omheen zich een klein dorpje ontwikkelde. De fabriek is ondertussen Speelstad Oranje geworden.
(Bron: Informatiebord in Hijken)